# Mario Kirchmayr
Mario Kirchmayr (Vicenza, 13 giugno 1935) è un ex calciatore italiano, di ruolo difensore.

## Caratteristiche tecniche
Giocava come terzino.

## Carriera
Nel 1957 viene acquistato dal Messina, squadra di Serie B, con cui nella stagione 1957-1958 gioca 8 partite nella serie cadetta. Rimane con la squadra giallorossa fino al termine della stagione 1960-1961, per un totale di 99 presenze senza reti in Serie B; considerando anche la Coppa Italia, ha invece giocato in totale 106 partite con la maglia del Messina.